# Nampista auriventris
Nampista auriventris ist eine selten gefundene Art der Fanghafte mit Lebensraum im östlichen Mittelmeergebiet, in Arabien und in Zentralasien.

## Beschreibung
Nampista auriventris erreicht eine Körperlänge von 15 bis 16,8 Millimeter, die Vorderflügellänge liegt zwischen 16,1 und 18,2 Millimeter. Kopf und Rumpf der Art sind rotbraun gefärbt, mit leuchtend gelb abgesetzten Mandibeln, Labrum, Clypeus, Frons und Teilen der Stirn (Vertex). Die Basis des Pronotum trägt gelbe und schwarze Elemente. Der Hinterleib ist dreifarbig: Die Tergite fünf und sechs sind leuchtend gelb, ein Querband an der Basis des ersten Tergits, die Tergite drei, vier und sieben sind schwarz. Der übrige Hinterleib ist rötlich dunkel braun bis schwärzlich. Der Vorderflügel ist durchsichtig (hyalin) und einheitlich gelblich getönt, mit einem kleinen, verdunkeltem Fleck an der Flügelspitze.
Die Arten der Gattung Nampista weisen eine Reihe morphologischer Besonderheiten auf, die sie unter den europäischen Fanghaften unverwechselbar machen. Die Geißelglieder der Antennen sind, einseitig, in eine verbreiterte Lamelle ausgezogen. Dabei ist die Antenne der Männchen deutlich breiter und robuster als diejenige der Weibchen (Sexualdimorphismus). Der Prothorax ist zwar verlängert und verschmälert, aber weniger als bei den Arten der Gattung Mantispa, er ist weniger lang als der Pterothorax (das zweite und dritte Rumpfsegment zusammen, an dem die Flügel ansitzen). Auffällig ist auch eine „Tergalfenster“ genannte, verbreiterte Intersegmentalhaut zwischen den Hinterleibssegmenten eins und zwei, die gelb gefärbt ist. Von den Arten der Gattung Euclimacia unterscheidet der Bau der Antennen und die nur kurz gezähnten Krallen der Tarsen des zweiten und dritten Beinpaars. Von den beiden anderen Arten der Gattung unterscheidet sich Nampista auriventris am leichtesten anhand der Färbung der Flügel und des Hinterleibs.

## Verbreitung
Nampista auriventris ist eine selten gefundene Art. In Griechenland wurden in den vergangenen fünfzig Jahren nur fünf Exemplare nachgewiesen. Bei der Gattungsrevision fand der Entomologe Michael Ohl in den europäischen Museumssammlungen insgesamt nur 21 Exemplare der auffallenden Art. Funde existieren aus Griechenland einschließlich der Inseln Rhodos und Kreta, von der anatolischen Ägäisküste, aus Israel, Syrien und Ägypten (nur ein Tier, aus der Oase Siwa). Weitere Funde liegen vor aus Oman auf der Arabischen Halbinsel, aus Tadschikistan, Turkmenistan, Usbekistan sowie aus Pakistan.

## Taxonomie
Die Gattung Nampista umfasst nur drei Arten, die beiden anderen sind in Ostafrika und Arabien verbreitet. Nampista auriventris ist die einzige europäische Art. Die Art wurde als Mantispa auriventris von Félix Édouard Guérin-Méneville erstbeschrieben. Synonyme sind Mantispa apicalis Loew, 1843, Nampista speciosa Navás, 1914, Forciada relicta Kozhanchikov, 1949. Sie ist, unter dem Synonym Nampista speciosa, die Typusart der Gattung.